# رجب أوزتورك
رجب أوزتورك (بالتركية: Recep Öztürk)‏ هو لاعب كرة قدم تركي في مركز حراسة المرمى، ولد في 20 يونيو 1977 في تكيرداغ في تركيا. لعب مع أضنة دمير سبور وأنقرة غوجو وغنتشلربيرليغي وغيرسون سبور وقونيا سبور وكارسياكا.

## وصلات خارجية
- رجب أوزتورك على موقع اتحاد تركيا (لاعب) (الإنجليزية)
- رجب أوزتورك على موقع قاعدة بيانات كرة القدم.إي يو (الإنجليزية)
- رجب أوزتورك على موقع عالم كرة القدم.نت (الإنجليزية)